# Rue Martre
La rue Martre est une voie publique de la commune de Clichy, dans le département français des Hauts-de-Seine.

## Situation et accès

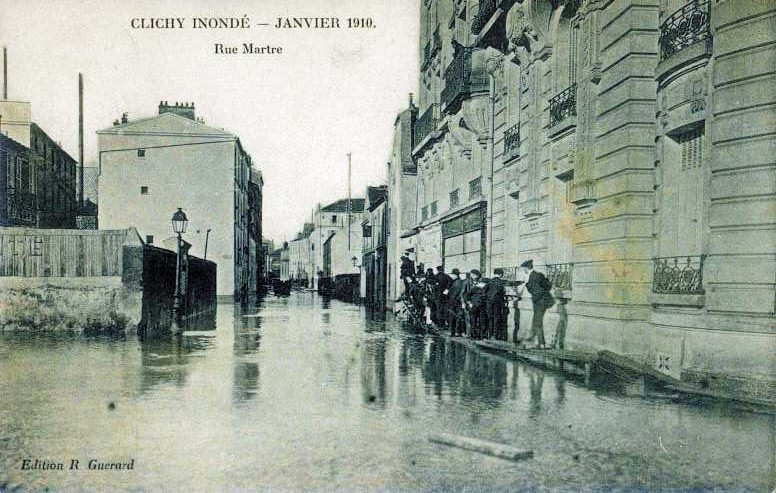
Clichy: La rue Martre pendant la crue de la Seine de 1910.

Cette rue est desservie par la station de métro Mairie de Clichy sur la ligne 13. Elle suit le tracé de la route départementale 19.
En partant du Nord, elle croise notamment la rue du Landy, la rue Villeneuve, marque le début de la rue Charles-et-René-Auffray, puis croise la rue Henri-Barbusse.

## Origine du nom

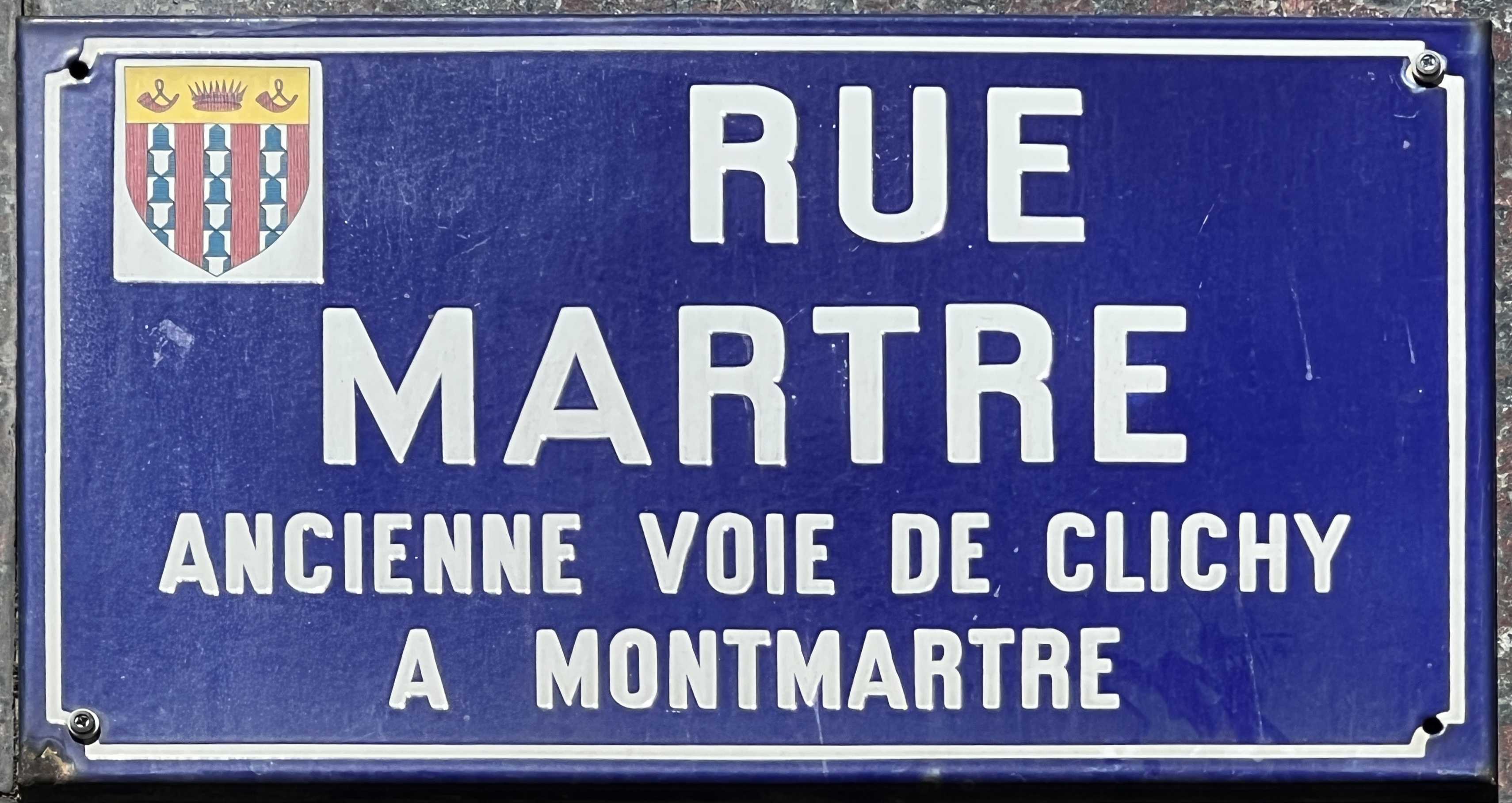
Plaque Rue Martre - Clichy.

En 1838, les autorités municipales donnent à la rue le nom de Sainte-Marthe pour remercier les Filles de la charité de Saint-Vincent-de-Paul de leur dévouement envers la population.
En 1877, le maire Émile Villeneuve, propose de retirer le titre de sainte à la rue. Devenue rue Marthe, elle prend son actuelle dénomination le 8 février 1879.

## Historique

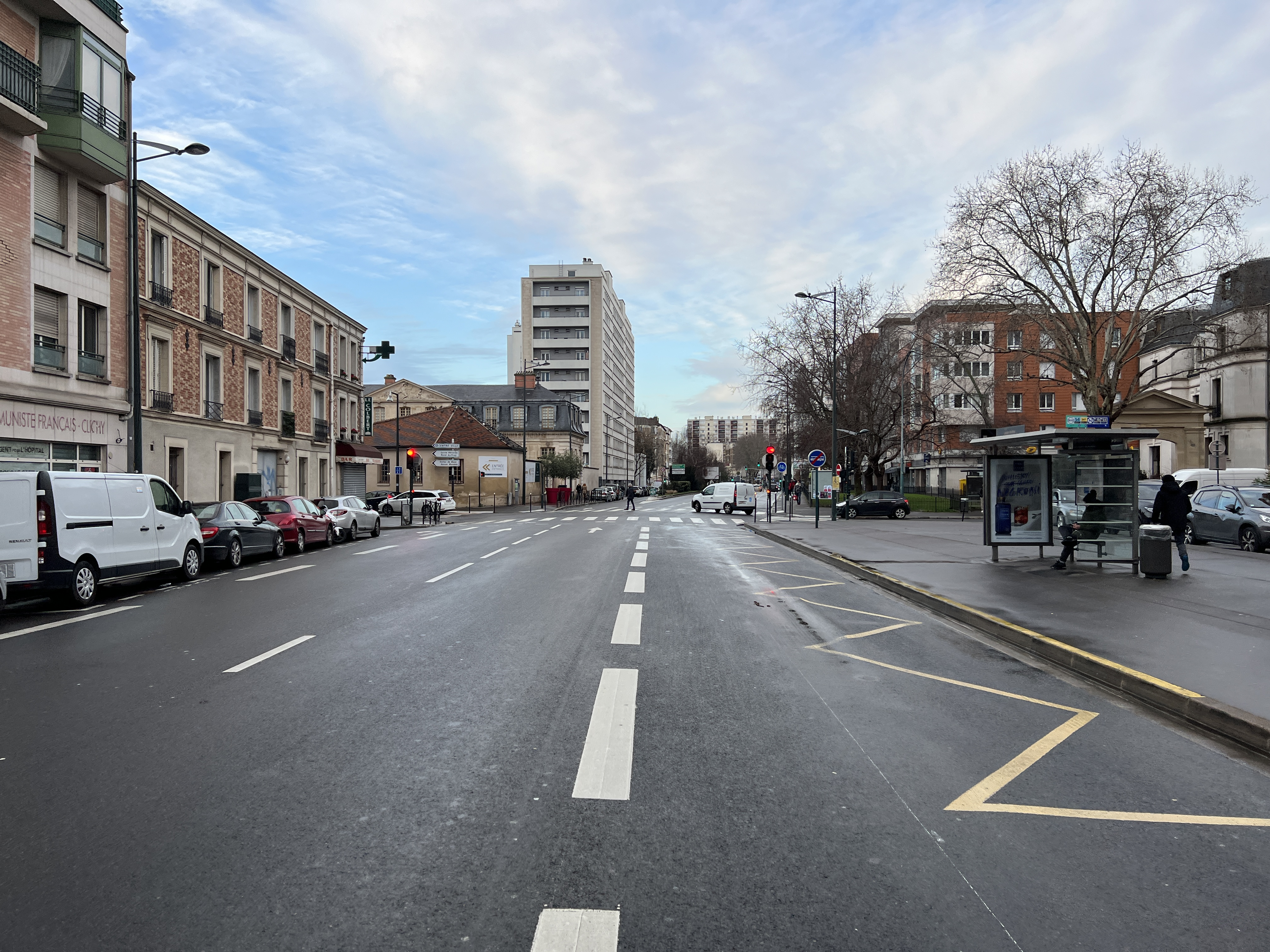
La rue en janvier 2022.

Cette voie qui porte sur les anciens plans le nom de « chemin de Montmartre » était autrefois une route de campagne descendant depuis Montmartre par le chemin des Bœufs. La rue Martre était en effet connectée à l'actuelle rue de La Jonquière. Cette connexion fut interrompue par l'aménagement des anciennes fortifications et l'annexion de terrains par Paris qui servirent ultérieurement à construire le boulevard périphérique. Cette fracture est encore visible par le court prolongement de la rue Martre matérialisé par la rue Rouget-de-Lisle, en impasse contre le périphérique, et de l'autre côté de celui-ci par la rue Saint-Just (elle même un ancien tronçon de la rue Rouget-de-Lisle) également en impasse.
Elle a été élargie dans les années 1970 lors du prolongement de la ligne 13 par construction par tranchée couverte, laissant des traces visibles sur le front bâti.

## Bâtiments remarquables et lieux de mémoire

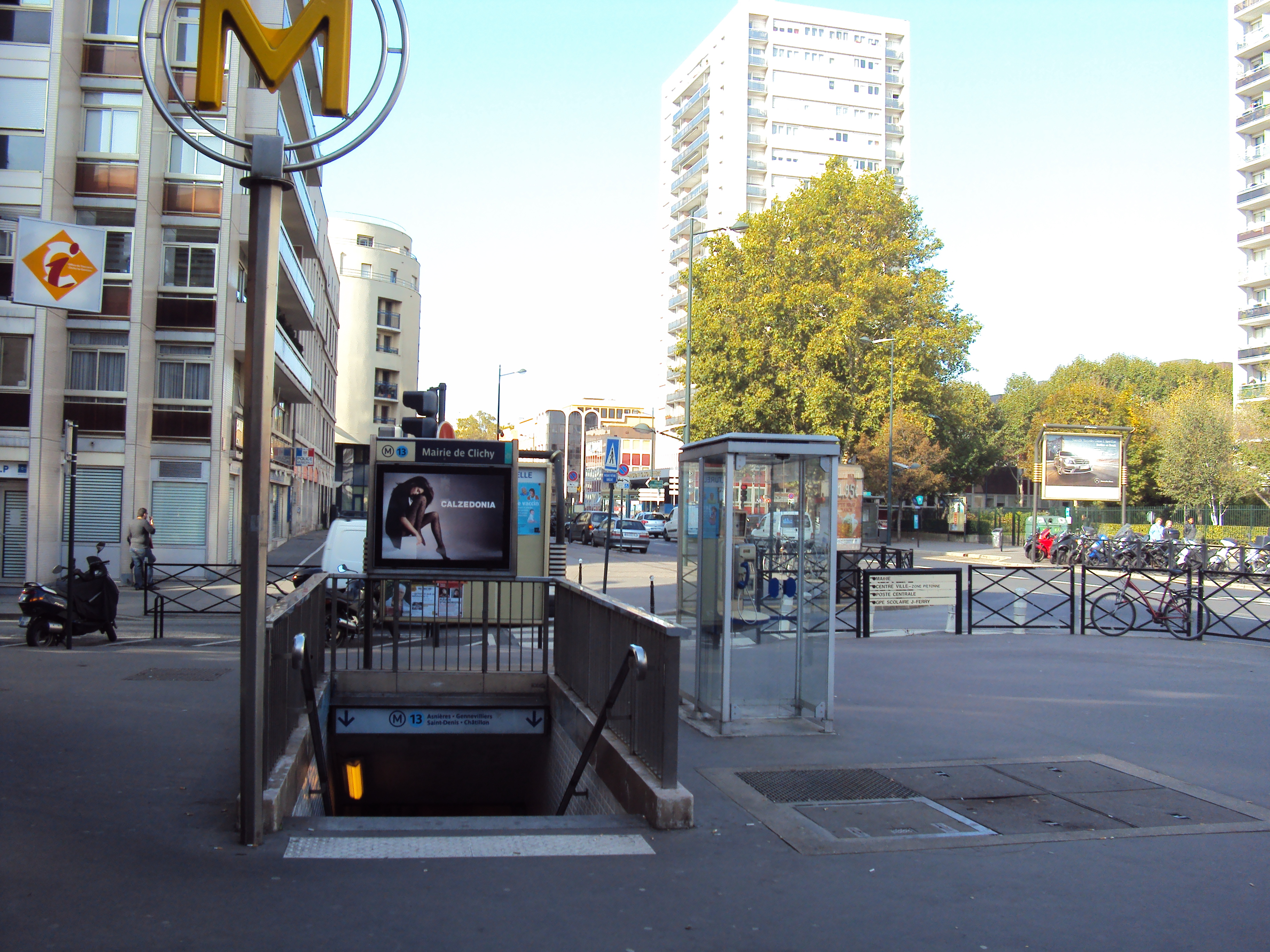
La station de métro.
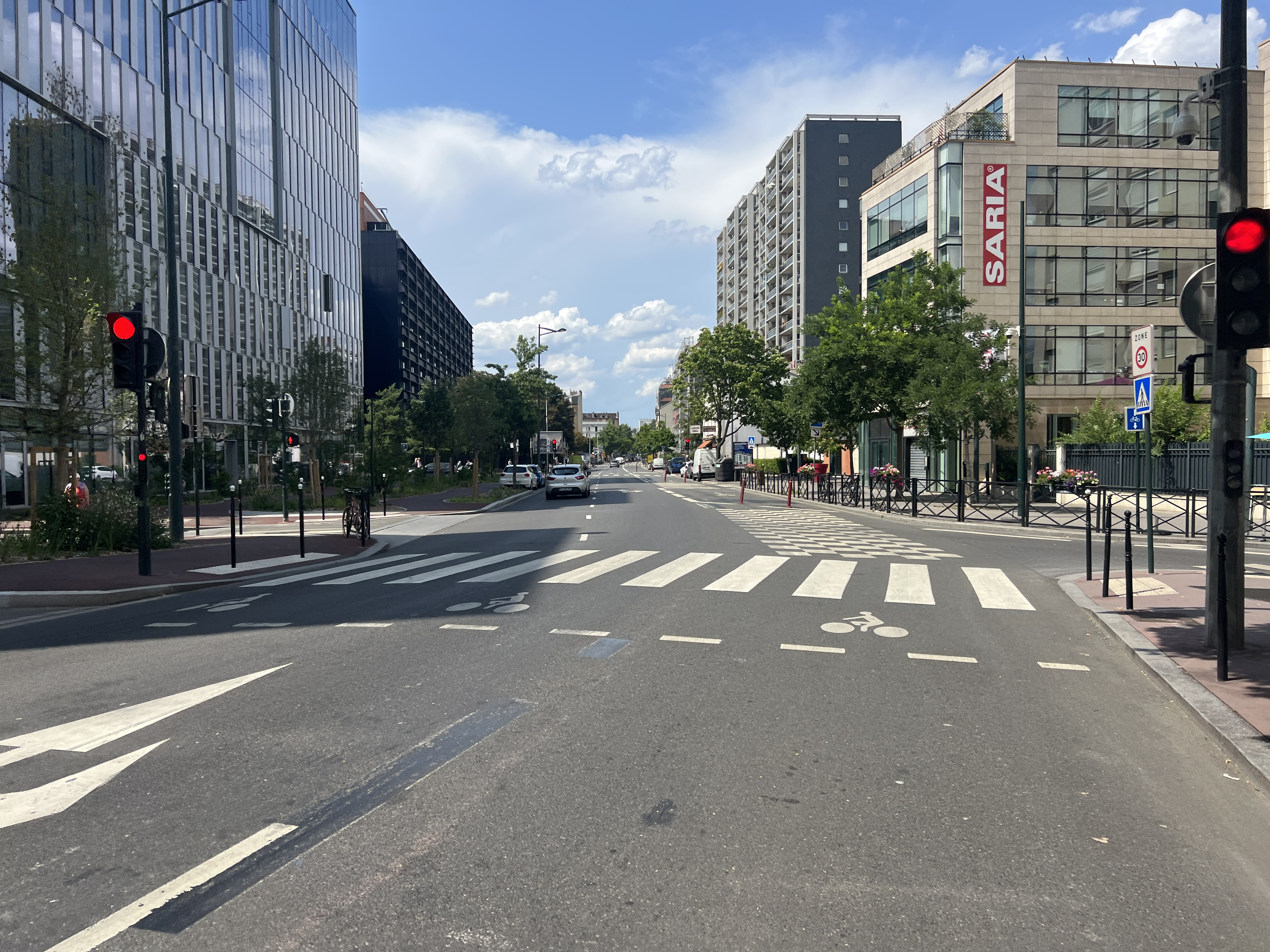
La piste cyclable.
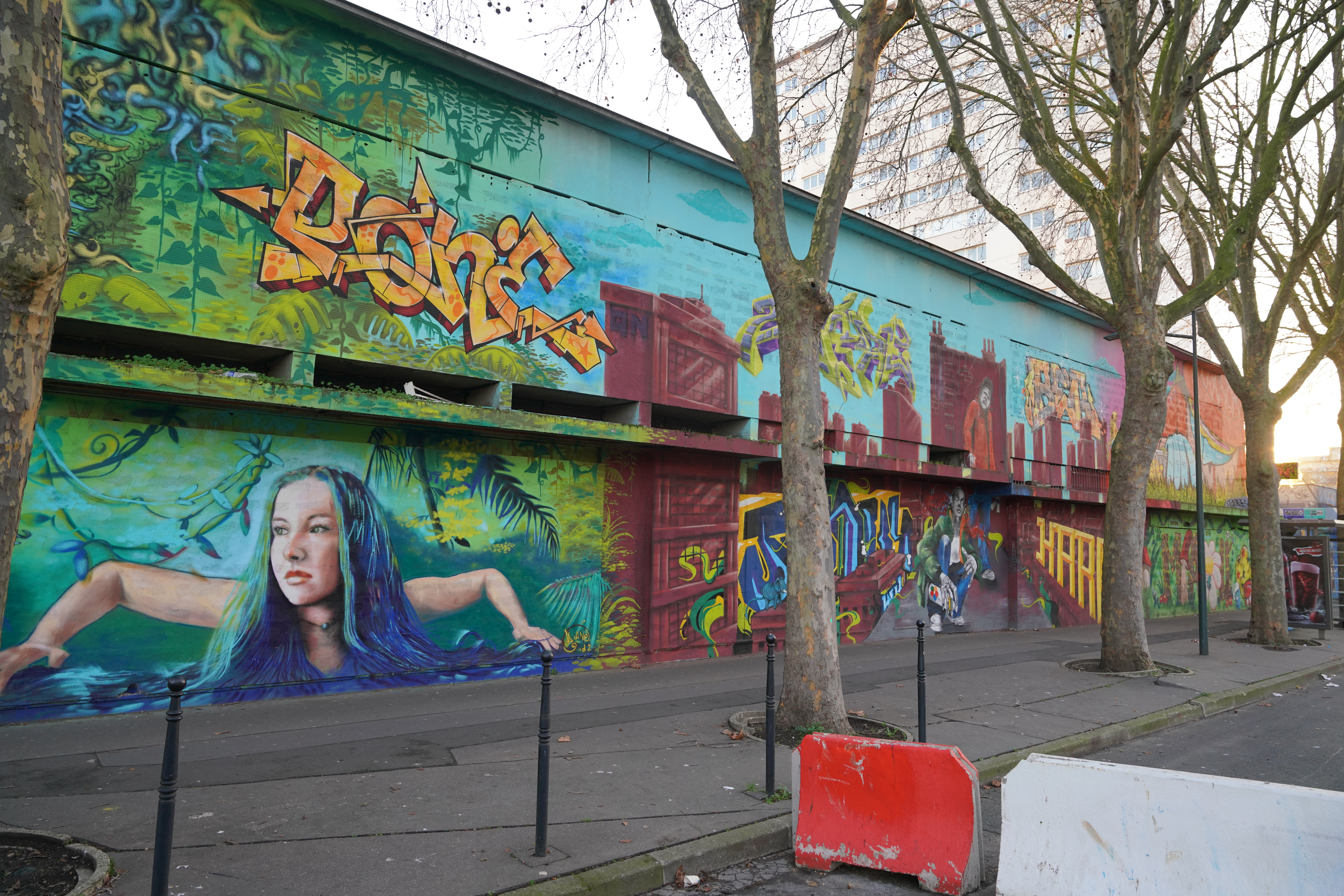
Le centre Léon Blum proche du pont de Clichy.

- Fondation L'Oréal
- Centre Administratif Gaston-Defferre
- Pavillon Vendôme[3]
- La future « La Goulue » passa une grande partie de sa jeunesse au no 1 de la rue.